# Apocheiridium turcicum
Apocheiridium turcicum är en spindeldjursart som beskrevs av Beier 1967. Apocheiridium turcicum ingår i släktet Apocheiridium och familjen dvärgklokrypare. Inga underarter finns listade i Catalogue of Life.